# Cile ai Giochi della XXIII Olimpiade
Il Cile partecipò ai Giochi della XXIII Olimpiade, svoltisi a Los Angeles, Stati Uniti, dal 28 luglio al 12 agosto 1984, con una delegazione di 52 atleti impegnati in otto discipline.